# Ji-Kanal
Der Ji-Kanal oder Jiyunhe-Kanal (蓟运河,  Ji Yunhe, englisch Ji Canal / Jiyunhe Canal) ist ein Kanal im Nordosten der regierungsunmittelbaren Stadt Tianjin in der Volksrepublik China. 
Der Kanal wird von zwei Flüssen eingespeist, einen östlichen und westlichen. Der östliche Fluss ist der Zhou He (州河) aus dem Lu’er Ling (芦儿岭) des Yanshan-Gebirges (燕山,  Yan Shan) im Nordwesten des Kreises Qianxi der Provinz Hebei. Er fließt südwärts bis nach Jiuwanzhuang (九王庄) im Kreis Baodi von Tianjin, dort vereint er sich mit dem Fluss Gou He (泃河) und wird von dort an als Ji-Kanal (Ji Yunhe) bezeichnet. Sein Unterlauf mündet in der Großgemeinde Beitang (北塘镇) des Stadtbezirks Tanggu von Tianjin in die Bohai-Bucht. Seine Länge beträgt 326,7 km.
Er verbindet somit Ji im Norden Tianjins mit Ninghe, Hangu und schließlich Beitang am Golf von Bohai und ermöglicht Wassertransport für Sanhe, Pinggu, Yutian und Fengrun.
Nach dem Kanal ist auch eine Verwerfung des schweren Erdbebens von Tangshan 1976 benannt (zu dessen Gewässergebiet er unter anderem gehört), bei dem er an vielen Stellen beschädigt wurde.